# Casa Magnetica
Casa Magnetica was een walkthroughattractie in het Nederlandse park Avonturenpark Hellendoorn.

## Geschiedenis
De attractie werd gebouwd in 1977 en was een van de eerste attracties in het park. In de beginjaren was dit een van de grote attracties. Na ruim 40 jaar dienst werd de attractie gesloten in 2018. Dat jaar werd de attractie ook gesloopt zodat het Piratengebied kon worden uitgebreid. Op de huidige plek van Casa Magnetica werd in 2019 Fort Knalkruit, botsauto's, geopend.

## Beschrijving
Bezoekers betreden in groepen Casa Magnetica; een huis waarin de vloeren en het interieur bewust scheef gebouwd zijn. Hierdoor ontstaat een desoriëntatie en zijn er ook optische illusies gemaakt waardoor er met de zwaartekracht kan worden gespeeld. In het huis wordt een kleine demonstratieshow uitgevoerd door een parkmedewerker. Door de scheve vloeren en objecten lijkt het alsof objecten omhoog rollen, stromen en worden observaties gedaan die de wetten der natuur lijken te tarten.
Afbeeldingen
 · Lijst van attracties